# Corey Brown
Pour les articles homonymes, voir Brown.
Corey Allen Brown (né le 26 novembre 1985 à Tampa, Floride, États-Unis) est un joueur de champ extérieur des Ligues majeures de baseball membre des Athletics d'Oakland.

## Carrière
Joueur à l'université Oklahoma State, Corey Brown est un choix de première ronde des Athletics d'Oakland en 2007.
Le 16 décembre 2010, les Athletics échangent Brown, toujours joueur des ligues mineures, et le lanceur droitier Henry Rodriguez aux Nationals de Washington en retour du voltigeur Josh Willingham.
Corey Brown joue son premier match dans le baseball majeur avec Washington le 6 septembre 2011 et obtient trois passages au bâton comme frappeur suppléant durant le mois. Aligné dans 19 matchs des Nationals en 2012, il réussit son premier coup sûr dans les majeures, un coup de circuit, contre Randy Wolf des Brewers de Milwaukee le 28 juillet. Il joue 14 matchs des Nationals en 2013. En 36 parties pour Washington de 2011 à 2013, Brown récolte 7 coups sûrs, 2 circuits, 4 points produits et 6 points marqués.
Washington le transfère aux Athletics d'Oakland le 19 décembre 2013.